# آلگا (شهرستان داولکانوفسکی، باشقیرستان)
آلگا (انگلیسی: Alga, Chuyunchinsky Selsoviet, Davlekanovsky District, Republic of Bashkortostan) یک شهرک در شهرستان داولکانوفسکی در استان باشقیرستان کشور روسیه است.